# V1034 Геркулеса
V1034 Геркулеса (лат. V1034 Herculis) — двойная затменная переменная звезда типа Алголя (EA) в созвездии Геркулеса на расстоянии приблизительно 1197 световых лет (около 367 парсек) от Солнца. Видимая звёздная величина звезды — от +13,98m до +12,88m. Орбитальный период — около 0,8153 суток (19,567 часа).
Открыта проектом ROTSE-1 в 2000 году**.

## Характеристики
Первый компонент — жёлтый карлик, эруптивная переменная звезда типа RS Гончих Псов (RS)* спектрального класса G5-G9V*, или G8V. Радиус — около 1,12 солнечного, светимость — около 0,807 солнечной. Эффективная температура — около 5128 K.
Второй компонент — оранжевый карлик спектрального класса K1-K4V*, или K0V.